# Glenard P. Lipscomb (U-Boot)
Die Glenard P. Lipscomb (Kennung: SSN-685) war ein Atom-U-Boot ohne Klassenzugehörigkeit in Diensten der United States Navy. Benannt wurde das Boot nach Glenard P. Lipscomb (1915–1970), einem Kongressabgeordneten.

## Technik
Die 111 Meter lange und fast 6500 tn.l. verdrängende Glenard P. Lipscomb wurde als Testschiff konzipiert. Während der Großteil ihrer Technik – so etwa die Waffensysteme – auf der vorhergehenden Sturgeon-Klasse beruhte, wurde ein experimentelles Antriebssystem verbaut. Das war auch der Hauptgrund für die wesentliche Vergrößerung um circa 20 Meter in der Länge gegenüber diesen.
Der Druckwasserreaktor stimmt im Wesentlichen mit dem der Sturgeon-Klasse überein. Die Welle wurde allerdings nicht über Getriebeturbinen angetrieben, sondern über einen Elektromotor, also mittels eines so genannten turboelektrischen Antriebssystems. Bereits zehn Jahre vor der Glenard P. Lipscomb wurde ein solches Antriebssystem auf der Tullibee erprobt, letztlich aber auch nach dem zweiten Versuch nicht in spätere U-Boote integriert.
Die Glenard P. Lipscomb war nach der Narwhal das zweite auf der Sturgeon-Klasse basierende Testschiff.

## Geschichte
SSN-685 wurde Ende 1968 genehmigt und im Juni 1971 bei Electric Boat auf Kiel gelegt. Nach knapp über zwei Jahren Bauzeit lief das U-Boot vom Stapel und wurde getauft. Taufpatin war die Witwe Lipscombs. Der Bau kostete insgesamt circa 180 Millionen US-Dollar plus rund 30 Millionen Dollar für die Entwicklung des Antriebssystems.
Die Glenard P. Lipscomb wurde Ende 1974 offiziell in Dienst gestellt. Obwohl sie als Testschiff für den turboelektrischen Antrieb diente, war sie voll gefechtsbereit und auch in die aktive Flotte eingegliedert.
Nach rund 15 Jahren wurde die Glenard P. Lipscomb Ende 1990 schließlich außer Dienst gestellt. Bis 1997 durchlief der Rumpf das Ship-Submarine Recycling Program in der Puget Sound Naval Shipyard und wurde darin umweltgerecht zerlegt.